# Sulphur (Oklahoma)
Sulphur er en amerikansk by og administrativt centrum for det amerikanske county Murray County, i staten Oklahoma. I 2000 havde byen et indbyggertal på 4.794.

## Ekstern henvisning
- Sulphurs hjemmeside (engelsk)

34°30′33″N 96°58′31″V / 34.5092°N 96.9753°V